# معقد كربين

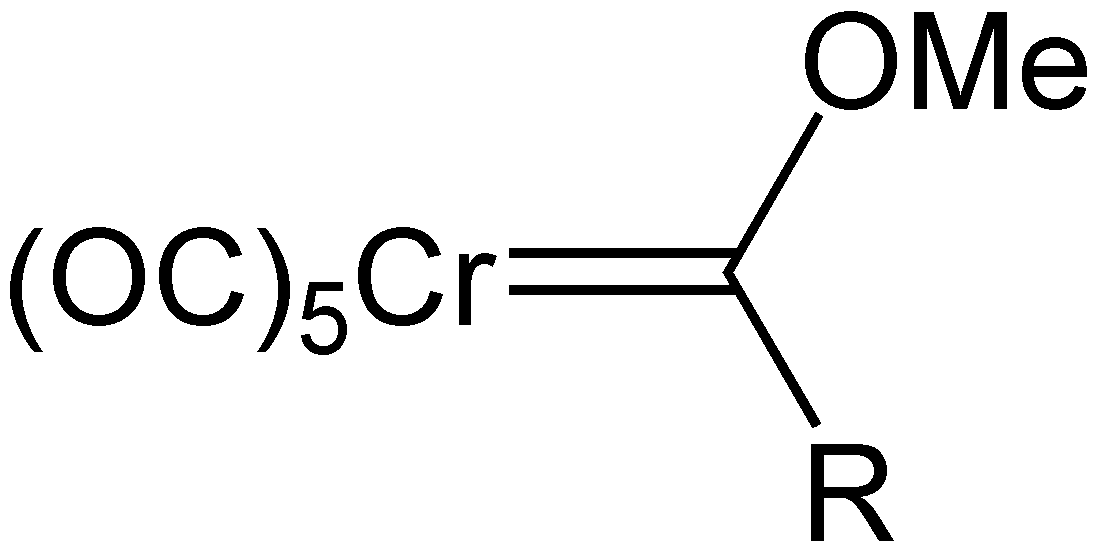
مثال على معقد من معقدات فيشر الكربينية

معقد الكربين (أو المعقد الكربيني) هو مركب عضوي فلزي يتكون من ذرة مركزية من أحد الفلزات الانتقالية متناسقة مع ربيطة حاوية في بنيتها على كربين بحيث يمكن أن تمثل بالصيغة العامة M=CR2.
من الأمثلة على المعقدات الكربينية: حفاز غرابز.

## التصنيف
تصنف المعقدات الكربينية بشكل عام إلى صنفين رئيسيين، وهما كربينات فيشر، نسبة إلى الكيميائي إرنست فيشر، وإلى كربينات شروك، نسبة إلى الكيميائي ريتشارد شروك.
تتميز كربينات فيشر بوجود مستقبلات π قوية على الفلز وتكون محبة للإلكترونات (إلكتروفيلية) على ذرة كربون الكربين؛ أما كربينات شروك فتكون فيها ذرة كربون الكربين ذات سمة محبّة للنوى (نكليوفيلية).